# Кутозуб корейський
Кутозуб корейський (Hynobius leechii) — вид хвостатих земноводних родини Кутозубі тритони (Hynobiidae). Цей вид є найпоширенішим видом саламандр на Корейському півострові, а також у прилеглих провінціях Китаю (Ляонін, Цзілінь і Хейлунцзян) і на острові Чеджу . Зазвичай він живе на лісистих пагорбах.